# عمر علي حسين
عمر علي حسين وهو سياسي عراقي من أصل كردي شغل منصب عضو في مجلس النواب العراقي بين عامي 2005 و 2010 عن قائمة الاتحاد الإسلامي الكردستاني.